# オールボー空港
オールボー空港（オールボーくうこう、丁: Aalborg Lufthavn、英: Aalborg Airport）は、デンマーク王国北ユラン地域オールボーに所在する軍民共用空港。空軍基地としては「オールボー空軍基地（丁: Flyvestation Aalborg）」となっている。

## 歴史
飛行場は1938年5月29日にオールボー、ナアアソンビュー、コペンハーゲン間を結ぶ定期路線のために開設される。第二次世界大戦中の1940年4月9日にナチス・ドイツ軍による空挺作戦で占領され、翌10日には約50機の輸送機が飛来し急速にドイツ軍が展開した。
戦後、イギリス空軍が占領し現地にあった約270機のドイツ軍機を破壊し、ドイツ人とポーランド人を収容する難民キャンプとして利用された。1946年1月1日にイギリス空軍からデンマーク内務省に移管され、1947年からは民間空港として再開した。
デンマークの北大西洋条約機構加盟に伴い、1949年から基地施設の建設が始まり空軍基地としては1951年1月8日に開設される。
2006年1月10日にデンマーク空軍第723飛行隊と第726飛行隊が解隊され、配備されていたF-16戦闘機はスクリュズストロプ空軍基地に移転している。

## 就航航空会社と就航都市
| 航空会社                                 | 就航地 |
| ---------------------------------------- | --- |
| グレート・デーン航空                     | 西欧:エディンバラ、ダブリン、ニース 季節チャーター便 南欧:ハニア、パルマ・デ・マヨルカ、ロードス島 東欧:ヴァルナ                        |
| ジェットタイム                           | 季節チャーター便:アンタルヤ、グラン・カナリア、ナポリ、ハニア、パルマ・デ・マヨルカ、ポンタ・デルガダ、ミティリニ、ラルナカ、ロードス島 |
| デンマーク航空輸送                       | 季節運航:ボーンホルム島 季節チャーター便:アンタルヤ                                                                                     |
| トーマス・クック航空スカンジナビア       | 季節チャーター便 東南アジア:プーケット 南欧:グラン・カナリア、テネリフェ・スール、パルマ・デ・マヨルカ                                  |
| アトランティック・エアウェイズ           | 季節運航:ヴォーアル |
| スカンジナビア航空                       | 北欧:オスロ/ガーデモエン、コペンハーゲン 季節運航:セーレン・トリシル(2019年12月28日就航予定) 季節チャーター便:ハニア                    |
| ノルウェー・エアシャトル                 | 南欧:マラガ 北欧:コペンハーゲン 季節運航:アリカンテ、グラン・カナリア、パルマ・デ・マヨルカ                                             |
| KLMオランダ航空 運航は KLMシティホッパー | 西欧:アムステルダム |
| ライアンエアー                           | 西欧:ロンドン/スタンステッド |
| エア・ヨーロッパ                         | 季節チャーター便:パルマ・デ・マヨルカ                                                                                                   |
| ブエリング航空                           | 南欧:バルセロナ（2019年10月24日運航終了予定）                                                                                           |
| ブルガリア航空                           | 季節チャーター便:ブルガス |
| コレンドン航空                           | 季節運航:アンタルヤ |
| サンエクスプレス                         | 季節運航:アンタルヤ |

## 配置部隊
- 特殊作戦司令部
  - 猟兵中隊

- デンマーク空軍
  - オールボー輸送航空団
    - 第721飛行隊 - C-130J-30、CL-600-2B16
    - ベースフライト・オールボー - T-17
    - 航空機整備中隊
    - 運用支援中隊
    - 兵站支援中隊
    - 予備役中隊

  - カーロプ・ヘリコプター航空団
    - 第722飛行隊分遣隊 - EH101 Mk.512